# Svjetionik Otočić Olipa
Svjetionik Otočić Olipa je svjetionik na južnoj strani otočića Olipa, na sjevernoj strani prolazi Veliki Vratnik. Baza svjetionila je četverokutna kamena kula s galerijom. Svjetionik služi za navigaciju važnim pomorskim prolazima Velikim Vratnikom i Malim Vratnikom.